# Dmytro Horiha
Dmytro Horiha (Brovary, 8 de octubre de 1997) es un jugador de balonmano ucraniano que juega de lateral izquierdo en el RK Vardar. Es internacional con la selección de balonmano de Ucrania.
Su primer gran campeonato con la selección fue el Campeonato Europeo de Balonmano Masculino de 2020.

## Palmarés

### Motor Zaporiyia
- Liga de Ucrania de balonmano (1): 2021

## Clubes
| Club                    | País                | Año         |
| ----------------------- | ------------------- | ----------- |
| Motor-Politehnika       | Ucrania             | 2016 - 2020 |
| Pogoń Szczecin (cedido) | Polonia             | 2018 - 2020 |
| Motor Zaporiyia         | Ucrania             | 2020 - 2022 |
| BM Nava                 | España              | 2022        |
| Motor Zaporiyia         | Ucrania             | 2022 - 2023 |
| Pays d'Aix UCH          | Francia             | 2023 - 2024 |
| Al-Arabi                | Catar               | 2024        |
| RK Vardar               | Macedonia del Norte | 2024 - Act. |